# Campiglossa enigma
Campiglossa enigma är en tvåvingeart som först beskrevs av Erich Martin Hering 1941.  Campiglossa enigma ingår i släktet Campiglossa och familjen borrflugor.
Artens utbredningsområde är Uruguay. Inga underarter finns listade.